# Liste von Persönlichkeiten der Friedrich-Schiller-Universität Jena
Diese Liste enthält Persönlichkeiten, die mit der Friedrich-Schiller-Universität Jena in Verbindung stehen.
Die Universität besteht seit 1558 in Jena. Derzeit sind dort etwa 18.000 Studenten eingeschrieben.
Zu den Persönlichkeiten der Universität gehören einerseits bekannte Personen, die dort studierten, und andererseits Personen, die dort tätig sind oder waren und es zu einem gewissen Bekanntheitsgrad gebracht haben.
| Legende                  |
| ------------------------ |
| Person der Gegenwart     |
| Aktuell an der Uni tätig |

## Studenten
| Name                                             | Lebensdaten | Studium in Jena                                                                                  | Einordnung und Errungenschaften |
| ------------------------------------------------ | ----------- | ------------------------------------------------------------------------------------------------ | --- |
| Paul Adloff                                      | 1870–1944   | Zahnmedizin und Zoologie                                                                         | Zahnmediziner und Anthropologe |
| Ernst Moritz Arndt                               | 1769–1860   | u. a. Theologie, Geschichte, Erdkunde und Völkerkunde                                            | Historiker, Publizist, u. a. Rektor der Universität Bonn |
| Friedrich Albrecht Augusti                       | 1691–1782   | Theologie                                                                                        | evangelischer Geistlicher und Theologe sowie ehemaliger Rabbi |
| Bernhard Averbeck                                | 1874–1930   | Rechtswissenschaften                                                                             | Zementfabrikant in Göschwitz bei Jena, Präsident des Deutschen Zement-Bundes |
| Horst Averbeck                                   | 1900–1986   | Volkswirtschaftslehre                                                                            | Bergwerksunternehmer, Kaufmann und Erfinder; gilt als Pionier in der Fugenentwicklung im deutschen Betonstraßenbau |
| Johann Friedrich Bachstrom                       | 1686–1742   | Theologie                                                                                        | Theologe, Mediziner, Techniker, Schriftsteller und Pädagoge |
| Ernst Gottfried Baldinger                        | 1738–1804   | Medizin                                                                                          | Mediziner, Leibarzt des Hess. Landgrafen |
| Jan Baudouin de Courtenay                        | 1845–1929   | Philologie                                                                                       | Linguist |
| Max Bense                                        | 1910–1990   | Habilitation, Philosophie, 1946                                                                  | Philosoph, Semiotiker, Universitätskurator 1945–1946, später Universität Stuttgart |
| Max Bense                                        | 1910–1990   | Habilitation, Philosophie, 1946                                                                  | Philosoph, Semiotiker, Universitätskurator 1945–1946, später Universität Stuttgart |
| Herzog Bernhard                                  | 1638–1678   |                                                                                                  | erster Herzog des unabhängigen Herzogtums Sachsen-Jena |
| August Daniel von Binzer                         | 1793–1868   |                                                                                                  | Dichter, Journalist, Mitglied der Urburschenschaft |
| Elisabeth Blochmann                              | 1892–1972   | u. a. Geschichte, Germanistik und Pädagogik                                                      | Pädagogin |
| Johann Friedrich Blumenbach                      | 1752–1840   | Medizin                                                                                          | Anatom und Anthropologe |
| Johann Heinrich Bocris                           | 1713–1776   | Rechtswissenschaft                                                                               | Rechtswissenschaftler und Hochschullehrer |
| Thomas Boller                                    | 1958–heute  | Physik                                                                                           | Professor für Astrophysik am Max-Planck-Institut für extraterrestrische Physik |
| Samuel Bredetzky                                 | 1772–1812   | u. a. Theologie, Philosophie und Naturwissenschaften                                             | evangelischer Superintendent von Galizien, Lehrer und Schriftsteller |
| Alfred Edmund Brehm                              | 1829–1884   | Naturwissenschaften                                                                              | Zoologe, Verfasser von Brehms Tierleben |
| Karl Wilhelm Friedrich von Breyer                | 1771–1818   | Philosophie                                                                                      | Historiker und Hochschullehrer |
| Alexander Brückner                               | 1834–1896   | Geschichte und Nationalökonomie                                                                  | Wirtschaftshistoriker und Kulturhistoriker |
| Gottfried Ferdinand von Buckisch und Löwenfels   | 1641–1699   | Recht                                                                                            | Jurist und Kirchenhistoriker |
| Johann Karl Immanuel Buddeus                     | 1780–1844   | Recht                                                                                            | Staatswissenschaftler |
| Jakob Burckhard                                  | 1681–1752   | Philologie                                                                                       | Altphilologe und Bibliothekar |
| August Burckhardt                                | 1868–1935   | Philologie und Geschichte                                                                        | Historiker |
| Johann Philipp Burggrav                          | 1673–1746   | Medizin                                                                                          | Arzt |
| Johann Philipp Burggrave                         | 1700–1775   | Medizin                                                                                          | Arzt und Autor |
| Gabriel Christoph Benjamin Busch                 | 1759–1823   | Theologie                                                                                        | Geistlicher, Theologe und Schriftsteller |
| Rudolf Carnap                                    | 1891–1970   | Mathematik, Physik und Philosophie                                                               | Philosoph |
| Galeazzo Ciano                                   | 1903–1944   | Rechtswissenschaften                                                                             | italienischer Politiker (Außenminister 1936–1943) und Diplomat |
| Johann Christian Claproth                        | 1715–1748   | Philosophie, Mathematik und Rechtswissenschaften                                                 | Rechtswissenschaftler und Hochschullehrer |
| Matthias Claudius                                | 1740–1815   | Theologie und Rechtswissenschaften (1759–1763)                                                   | Dichter |
| Georg Friedrich Creuzer                          | 1771–1858   | Theologie (1790/91)                                                                              | Altphilologe |
| Sigrid Damm                                      | 1940–heute  | Germanistik und Geschichte (1959–1965)                                                           | Literaturwissenschaftlerin und mehrfach geehrte Schriftstellerin |
| Franz von Dingelstedt                            | 1814–1881   | Promotion in absentia (1838)                                                                     | Dichter, Journalist und bedeutender Theaterintendant, Direktor des Wiener Burgtheaters, berühmt durch das Weserlied |
| Martin Disteli                                   | 1802–1844   | Philosophie (1821/22–1823)                                                                       | Schweizer Maler, malte 1822 den Raub der Sabinerinnen im Karzer der Universität |
| Carl Duisberg                                    | 1861–1935   | Chemie, Promotion 1882                                                                           | Chemiker, Industrieller |
| Johann Conrad Dürr                               | 1625–1677   | Theologie und Philosophie 1649                                                                   | Polyhistor |
| Volker Ebersbach                                 | 1942–heute  | Klassische Philologie und Germanistik (1961–1966), Promotion 1967                                | Schriftsteller, Hochschullehrer |
| Ines Eck                                         | 1956–heute  | Medizin, Literatur-, Sprach- und Kulturwissenschaft                                              | Künstlerin Fluxustradition (Worte, Bilder, Töne, Soziales) |
| Ernst II. von Sachsen-Altenburg                  | 1871–1955   | Astrophysik (Anfang 1930er)                                                                      | letzter regierender Herzog des Herzogtums Sachsen-Altenburg, NSDAP-Mitglied; einziger ehemaliger deutscher Bundesfürst, der Bürger der DDR wurde |
| Roland Freisler                                  | 1893–1945   | Jura, Promotion 1922                                                                             | Nationalsozialist – Präsident des Volksgerichtshofs in Berlin |
| Friedrich Wilhelm August Fröbel                  | 1782–1852   | Mathematik und Naturwissenschaften (1799–1802)                                                   | Begründer des Kindergartens |
| Jürgen Fuchs                                     | 1950–1999   | Sozialpsychologie (1971–1975) zwangsexmatrikuliert                                               | Schriftsteller, Psychologe, DDR-Bürgerrechtler |
| Heinrich von Gagern                              | 1799–1880   | Rechtswissenschaften (1818/19)                                                                   | Burschenschafter, 1848 Präsident der Nationalversammlung in der Frankfurter Paulskirche |
| Ines Geipel                                      | 1960–heute  | Germanistik                                                                                      | Schriftstellerin und Professorin |
| Heinrich Gelzer                                  | 1847–1906   | Alte Geschichte (1878–1906)                                                                      | Orientalist |
| Andreas Gerhard                                  | 1580–1623   | Rechtswissenschaft                                                                               | Jurist und Kanzler |
| Johann Matthias Gesner                           | 1691–1761   | Philologie (1710–1715)                                                                           | Klass. Philologe, Bibliothekar |
| Martin Gimm                                      | 1930–heute  | Musikwissenschaft, Orientalistik (1949/51)                                                       | Sinologe |
| Johann Jakob Gradmann                            | 1750–1817   | Theologie                                                                                        | Geistlicher, Theologe und Pädagoge |
| Johann Gottfried Gregorii                        | 1685–1770   | Theologie (1703–1718)                                                                            | Geograph, Kartographietheoretiker, später Pfarrer |
| Johann Diederich Gries                           | 1775–1842   | Jura 1795                                                                                        | Schriftsteller |
| Johann Peter Grieß                               | 1829–1888   | 1850/51                                                                                          | Chemiker |
| Gottfried August Gründler                        | 1710–1775   |                                                                                                  | Kupferstecher und Zeichenmeister in Halle (Saale) |
| Otto von Guericke                                | 1602–1686   | Rechtswissenschaften (1621–1623)                                                                 | Physiker, Begründer der Vakuumtechnik |
| Jacob Paul von Gundling                          | 1673–1731   | Rechtswissenschaften und Geschichte                                                              | Historiker, Hofgelehrter und unfreiwilliger Hofnarr in der engeren Umgebung des preußischen „Soldatenkönigs“ Friedrich Wilhelm I., Präsident der Königlich-Preußischen Akademie der Wissenschaften in Berlin                                                      |
| Johann Ferdinand Heyfelder                       | 1798–1869   | Medizin (vor 1820)                                                                               | Chirurg, Pionier der Anästhesiologie |
| Nikolaus Hieronymus Gundling                     | 1671–1729   | Rechtswissenschaften (1692–1695)                                                                 | Professor des Naturrechts und der Philosophie sowie Prorektor der Friedrichs-Universität Halle/Saale, früher Aufklärer, Polyhistor, kgl. preuß. Geheimrat und Konsistorialrat des Herzogtums Magdeburg                                                            |
| Friedrich Joseph Haass                           | 1780–1853   | Philosophie (1802/03)                                                                            | Mediziner, der „heilige Doktor von Moskau“ |
| Theodor Hackspan                                 | 1607–1659   | Philosophie                                                                                      | Orientalist und Theologe, Professor in Altdorf |
| Ernst Haeckel                                    | 1834–1919   | Habilitation 4. März 1861 an der Medizinischen Fakultät                                          | Mediziner, Zoologe, Durchbruch der Evolutionstheorie |
| Friedrich von Hagedorn                           | 1708–1754   | Rechtswissenschaften (1726–1729)                                                                 | Dichter |
| Gunther von Hagens                               | 1945–heute  | Medizin (1965–1968)                                                                              | Anatom, Hochschullehrer, Unternehmer, gilt als Erfinder der Plastination, Initiator der umstrittenen Ausstellung Körperwelten |
| Lorenz Andreas Hamberger                         | 1690–1718   | Rechtswissenschaft 1707–1710, Promotion 1712                                                     | deutscher Rechtswissenschaftler |
| Georg Philipp Friedrich von Hardenberg (Novalis) | 1772–1801   | Rechtswissenschaften                                                                             | Dichter |
| Arvid Harnack                                    | 1901–1942   | Rechtswissenschaften 1920–1923                                                                   | Jurist, Ökonom und Widerstandskämpfer |
| Melchior Hartmann                                | 1764–1827   | Theologie 1786–1788                                                                              | Orientalist und Theologe |
| Carl Hauptmann                                   | 1858–1921   | Philosophie und Naturwissenschaften (1880–1883)                                                  | Schriftsteller (Bruder von Gerhart Hauptmann) |
| Gerhart Hauptmann                                | 1862–1946   | Philosophie und Literaturgeschichte 1882/83                                                      | Dichter, Literaturnobelpreis 1912 |
| Georg Achatz Heher                               | 1601–1667   | Rechtswissenschaften 1621–1623                                                                   | Jurist, Diplomat und Kanzler |
| Johann Ludwig Heim                               | 1741–1819   | Theologie                                                                                        | Theologe, Mineraloge und Geologe |
| Holger Helbig                                    | 1984–heute  | Germanistik und Anglistik (1987–1991)                                                            | Professor für Neuere deutsche Literaturwissenschaft des 20. Jahrhunderts an der Universität Rostock |
| Georg Heinrich Henrici                           | 1770–1851   | Philosophie                                                                                      | Philosoph und Geistlicher |
| Wilhelm Friedrich Hezel                          | 1754–1824   | u. a. Theologie 1772–1775                                                                        | Orientalist, Theologe und Hochschullehrer |
| Johann Hoffmann                                  | 1644–1718   | Theologie (1670–1673)                                                                            | evangelischer Kirchenliederdichter und Pädagoge |
| Karl Ernst Emil Hoffmann                         | 1827–1877   | Naturwissenschaften                                                                              | Anatom, Rektor der Universität Basel |
| Cuno Hoffmeister                                 | 1892–1968   | Astronomie, Mathematik und Physik (1920–1925)                                                    | Astronom und Geophysiker |
| Friedrich Hofmann                                | 1813–1888   | Geschichte (1834–1840)                                                                           | Schriftsteller |
| Daniel Hofmann                                   | ≈1538–1611  | Philosophie und Theologie                                                                        | Theologe, Protagonist im Hofmannstreit (1598) |
| Johann Andreas Hofmann                           | 1716–1795   | Rechtswissenschaftler                                                                            | Hochschullehrer |
| Ludwig Hofmann                                   | 1798–1879   | Rechtswissenschaft                                                                               | Politiker |
| Friedrich Hölderlin                              | 1770–1843   | Philosophie (1794/95)                                                                            | Dichter |
| Walther von Hollander                            | 1892–1973   | Literatur und Philosophie                                                                        | Schriftsteller |
| Herbert Hörz                                     | 1933–heute  | Philosophie und Physik (1952–1953)                                                               | Wissenschaftsphilosoph, Wissenschaftshistoriker und Hochschullehrer |
| Friedrich Hufeland                               | 1774–1839   | Medizin                                                                                          | Stadt- und Hofphysikus in Weimar, Professor der Medizin |
| Christian Hummert                                | 1979–heute  | Promotion, Bioinformatik 2014                                                                    | Wissenschaftler und Hochschullehrer |
| Franz Maximilian Freiherr Jahnus von Eberstädt   | 1711–1772   |                                                                                                  | österreichischer Feldmarschalleutnant und Stadtkommandant von Hamburg |
| Johann Christopher Jauch                         | 1669–1725   | Theologie                                                                                        | Superintendent zu Lüneburg, Autor barocker Gedichte und Liedtexte |
| Ludwig Martin Kahle                              | 1712–1775   | Theologie, Philosophie und Rechtswissenschaft                                                    | Rechtswissenschaftler, Philosoph und Hochschullehrer |
| Gottlieb Heinrich Kannegießer                    | 1712–1792   | Medizin                                                                                          | Mediziner und Hochschullehrer, Pionier der Gerichtsmedizin |
| Marie Elise Kayser                               | 1885–1950   | Medizin                                                                                          | erste Absolventin der Medizinischen Fakultät, Begründerin der Frauenmilchsammelstellen in Deutschland |
| Georg Klaus                                      | 1912–1974   | Pädagogik (1947/48)                                                                              | Mathematischer Logiker, Philosoph, Kybernetiker, Hochschullehrer sowie Schachspieler |
| Friedrich August Klein                           | 1793–1823   | Theologie, Philosophie und Philologie                                                            | Theologe und Geistlicher |
| Hans Kniep                                       | 1881–1930   | Botanik                                                                                          | Biologe |
| Andreas Knorr                                    | 1965–heute  | Physik (1986–1990), Promotion 1993                                                               | Theoretischer Physiker, Hochschullehrer |
| Friedrich Koch                                   | 1813–1872   | Theologie (1832–1835)                                                                            | Philologe und Grammatiker, wurde 1848 in Jena promoviert |
| Johann Christoph Koch                            | 1732–1808   | Rechtswissenschaft (Promotion 1756)                                                              | Hochschullehrer, Geheimrat und Universitätskanzler |
| Johann Matthias Koch von Gailenbach              | 1646–1713   | Rechtswissenschaften                                                                             | Patrizier, Kaufmann und Geheimer Rat in Augsburg |
| Albrecht Heinrich Matthias Kochen                | 1776–1847   | Theologie (Promotion 1799)                                                                       | evangelischer Theologe und Geistlicher |
| Fabienne Kohlmann                                | 1989–heute  | Psychologie                                                                                      | Leichtathletin, WM- und EM-Teilnehmerin (400 m Hürden und 4 × 400-m-Staffel) |
| Jan Kollár                                       | 1793–1852   | Philosophie und Theologie (1817–1819)                                                            | evangelischer Geistlicher, Lyriker und Sprachwissenschaftler |
| Edmund König                                     | 1858–1939   | Höheres Lehramt                                                                                  | Pädagoge, Kommunalpolitiker, Philosoph |
| Friedrich Wilhelm Krummacher                     | 1796–1868   | Theologie (1817–1819)                                                                            | Theologe |
| Hans Küstermann                                  | 1873–1915   | Rechte (1892–1896)                                                                               | Jurist |
| Carl Christian Friedrich Langheld                | 1751–1823   | Rechte (1771–1823)                                                                               | Jurist |
| Gottfried Wilhelm Leibniz                        | 1646–1716   | Mathematik, Physik, Astronomie (1663–1666)                                                       | Philosoph, Wissenschaftler, Mathematiker, Diplomat, Physiker, Historiker, Bibliothekar, Jurist, Kirchenjurist, gilt als der universale Geist seiner Zeit, Namensgeber des Gottfried-Wilhelm-Leibniz-Preis sowie der Leibniz-Sozietät der Wissenschaften zu Berlin |
| Eckard Leichner                                  | 1612–1690   | Medizin 1636–1638, Promotion 1643                                                                | Mediziner und Hochschullehrer |
| Christian Ludwig Lenz                            | 1760–1833   | Theologie und Philologie                                                                         | Klassischer Philologe |
| Samuel Lenz                                      | 1686–1776   |                                                                                                  | Historiker, Jurist und Hochschullehrer |
| Heinrich Leo                                     | 1799–1878   | Philologie                                                                                       | Urburschenschafter, Historiker, preußischer Politiker |
| Robert Ley                                       | 1890–1945   | Naturwissenschaften                                                                              | führendes NSDAP-Mitglied, Leiter der Deutschen Arbeitsfront, Mitglied des Reichstags, Angeklagter der Nürnberger Prozesse |
| Friedrich Leyser                                 | 1587–1645   | Theologie (Promotion um 1617)                                                                    | evangelischer Theologe, Superintendent zu Eilenburg |
| Christine Lieberknecht                           | 1958–heute  | Theologie (1976–1982)                                                                            | Politikerin (CDU), Ministerpräsidentin des Freistaats Thüringen (2009–2014) |
| Heinrich Liebmann                                | 1874–1939   | Mathematik                                                                                       | Mathematiker, Sohn von Otto Liebmann |
| Jan Lieder                                       | 1979–heute  | Rechtswissenschaften                                                                             | Rechtswissenschaftler und Richter |
| Hermann Lietz                                    | 1868–1919   | Theologie, Philosophie, Geschichte und Germanistik                                               | deutscher Reformpaedagoge |
| Heinrich Linck                                   | 1642–1696   | Rechtswissenschaft 1661–1668, Promotion 1668                                                     | Rechtswissenschaftler und Hochschullehrer |
| Friedrich Wilhelm Loder                          | 1757–1823   | Rechtswissenschaft 1776–1778                                                                     | Kirchenlieddichter und Verwaltungsbeamter |
| Uwe Jens Lornsen                                 | 1793–1838   | Jura (1816–1820)                                                                                 | Urburschenschafter, Verwaltungsjurist und Publizist |
| August Lübben                                    | 1818–1884   | Philologie und Theologie 1838–1839                                                               | Germanist, Bibliothekar und Gymnasiallehrer |
| Carl Friedrich Ernst Ludwig                      | 1773–1846   |                                                                                                  | Publizist und Journalist |
| Johann Jakob Lungershausen                       | 1665–1729   | Theologie und Philologie                                                                         | Theologe, Hochschullehrer und Superintendent von Mühlhausen |
| Johann Christian Lünig                           | 1662–1740   |                                                                                                  | Historiker, Jurist und Publizist |
| Georg Lysthenius, auch Georg List                | 1532–1596   | Theologie                                                                                        | lutherischer Theologe und Reformator |
| Johann Christian von Majer                       | 1741–1821   | Rechtswissenschaft, 1771 Promotion                                                               | Rechtswissenschaftler und Hochschullehrer |
| Salomon Mandelkern                               | 1846–1902   | Philosophie                                                                                      | Russisch-jüdischer Dichter, Übersetzer, Lexikograf, Rabbiner, Jurist und Schriftsteller |
| Traugott Märcker                                 | 1811–1874   | Geschichte und Philologie                                                                        | Historiker und Archivar |
| Theodor Marezoll                                 | 1794–1873   | Rechtswissenschaften                                                                             | Rechtswissenschaftler und Hochschullehrer |
| Konrad Gottlieb Marquardt                        | 1694–1749   | Philosophie (Magister 1720)                                                                      | Mathematiker, Philosoph und Hochschullehrer |
| Franz Heinrich Martens                           | 1778–1805   | Medizin (Promotion 1800)                                                                         | Mediziner und Hochschullehrer |
| Karl Marx                                        | 1818–1883   | 1841 Promotion zum Doktor der Philosophie in absentia                                            | Philosoph und politischer Journalist |
| Hans Ferdinand Maßmann                           | 1797–1874   | evangelische Theologie und Klassische Philologie                                                 | Germanist, Lehrer, Sportpädagoge und Dichter |
| Johann Matthias Matsko                           | 1721–1796   | Mathematik                                                                                       | Mathematiker, Hochschullehrer und Hochschullehrer |
| Franz Joseph Valentin Dominik Maurer             | 1795–1874   | Theologie, Promotion 1858                                                                        | Alttestamentler, Hebraist und Geistlicher |
| Friedrich Karl Meier                             | 1808–1841   | Theologie, Lic. theol, Dr. phil.                                                                 | evangelischer Theologe und Hochschullehrer |
| Johann Heinrich Meier                            | 1643–1729   | Rechtswissenschaft                                                                               | Rechtswissenschaftler, Verwaltungsjurist und Hochschullehrer |
| Gottfried Meinhold                               | 1936–heute  | Sprechwissenschaft Prorektor                                                                     | Science-Fiction-Autor |
| Adam Heinrich Meißner                            | 1711–1782   | Theologie                                                                                        | lutherischer Geistlicher und Philosoph |
| Johann Gerhard Meuschen                          | 1680–1743   | Theologie                                                                                        | Theologe und Geistlicher, Generalsuperintendent von Sachsen-Coburg |
| Gottlob Wilhelm Meyer                            | 1768–1816   | Theologie                                                                                        | lutherischer Theologe, Geistlicher und Hochschullehrer |
| Heinrich August Wilhelm Meyer                    | 1800–1873   | Theologie                                                                                        | lutherischer Theologe und Geistlicher, Oberkonsistorialrat in Hannover, Begründer des kritisch-exegetischen Kommentars über das Neue Testament |
| Jacob Meyer                                      | 1799–1865   | Theologie, Philosophie                                                                           | Schweizer Naturforscher, Geograph und Pädagoge |
| Joachim Bartholomäus Meyer                       | 1624–1701   |                                                                                                  | Bibliothekar und Kirchenlieddichter |
| Johann Christian Friedrich Meyer                 | 1777–1854   | Rechtswissenschaft, Kameralistik, Physik (Promotion 1803)                                        | Forstwissenschaftler |
| Nikolai Miklucho-Maklai                          | 1846–1888   | Philosophie und Medizin                                                                          | russischer Forschungsreisender, Anthropologe |
| Moritz Mitzenheim                                | 1891–1977   | Theologie                                                                                        | Thüringer Landesbischof, Ehrendoktor der FSU 1947 |
| Bernhard Ludwig Mollenbeck                       | 1658–1720   | Rechtswissenschaft                                                                               | Rechtswissenschaftler und Hochschullehrer, Kanzler der Universität Gießen |
| Johann Heinrich Möller                           | 1792–1867   | Theologie                                                                                        | Historiker, Orientalist, Archivar und Bibliothekar |
| Sebastian Heinrich Möller                        | 1752–1827   | Theologie, Philologie, Geschichte                                                                | lutherischer Theologe und Geistlicher |
| Olaus Heinrich Moller                            | 1715–1796   | Theologie                                                                                        | Literaturhistoriker, Genealoge und Gymnasiallehrer |
| Rowena Morse                                     | 1870–1958   | Promotion 1904                                                                                   | als erste Frau an der Universität Jena promoviert |
| Friedrich Theodosius Müller                      | 1716–1766   | Philosophie und Theologie (1735–1739), Promotion (1755)                                          | lutherischer Theologe und Geistlicher |
| Reimar Müller                                    | 1932–2020   | Geschichte (1951–1952) und Klassische Philologie (1952–1957)                                     | Klassischer Philologe, Akademieprofessor in Berlin |
| Jakob Aurelius Müller                            | 1741–1806   | Theologie (1762–1767)                                                                            | siebenbürgischer Bischof |
| Johann Stephan Müller                            | 1730–1768   | Theologie und Philosophie (1749–1753)                                                            | lutherischer Theologe, Geistlicher und Hochschullehrer |
| Georg Christoph Munz                             | 1691–1768   | Geistlicher, Gymnasiallehrer und Kirchenlieddichter                                              | |
| Johann Karl August Musäus                        | 1735–1787   | Theologie und Klassische Philologie                                                              | Schriftsteller, Märchensammler |
| Carl Friedrich Naumann                           | 1797–1873   | Philosophie                                                                                      | Geologe |
| Christian Gotthold Neudecker                     | 1807–1866   | Theologie, Geschichte und Pädagogik (1826–1829)                                                  | Kirchenhistoriker, Privatgelehrter und Pädagoge |
| Georg Neufeld                                    | 1627–1673   | Theologie                                                                                        | Philosoph |
| Johann Friedrich Wilhelm von Neumann             | 1699–1768   | um 1716 Rechtswissenschaft                                                                       | Rechtswissenschaftler |
| Karl August Neumann                              | 1771–1866   | 1793–96 Kameralistik                                                                             | Chemiker und Industrieller in Böhmen |
| Klaus Niedner                                    | 1911–2003   | Medizin                                                                                          | Professor für Gynäkologie und Geburtshilfe an der Medizinischen Akademie Erfurt |
| Dieter Noll                                      | 1927–2008   | Germanistik, Kunstgeschichte und Philosophie (1948–1950)                                         | Schriftsteller |
| Ernst Robert Osterloh                            | 1813–1884   | Rechtswissenschaften                                                                             | Rechtswissenschaftler, Richter und Hochschullehrer |
| Axel Oxenstierna                                 | 1583–1654   | Theologie und Rechtswissenschaften (1601–1603)                                                   | schwedischer Reichskanzler unter König Gustav Adolf |
| Wolfgang Gabriel Pachelbel von Gehag             | 1649–1728   | Philosophie, Geschichte, Rechtswissenschaft                                                      | Rechtswissenschaftler und Geheimrat |
| Anton Jacob Paulssen                             | 1792–1835   | Theologie, Philologie                                                                            | Klassischer Philologe |
| Peter-Jürgen Paschold                            | 1946–2013   | Landwirtschaft                                                                                   | Pflanzenbauwissenschaftler |
| Johann Heinrich Pertsch                          | 1776–1844   | Theologie                                                                                        | Klassischer Philologe und Geistlicher |
| Hermann Pistor                                   | 1875–1951   | Mathematik, Physik, Geographie                                                                   | Mitbegründer der modernen Augenoptik in Deutschland |
| Georg Poelchau                                   | 1773–1836   | 1792–1796                                                                                        | Musiker, Privatgelehrter, Musikaliensammler |
| Johannes Pretten                                 | 1634–1708   | vor 1659, Promotion 1685                                                                         | Theologe |
| Samuel von Pufendorf                             | 1632–1694   | Naturrecht bei Erhard Weigel 1656–1658                                                           | Jurist und Historiker |
| Bernhard Pünjer                                  | 1850–1885   | Theologie und Philosophie, 1874 Promotion, 1874 Lic. theol, 1875 Habilitation                    | Theologe |
| Johann Stephan Pütter                            | 1725–1807   | Rechtswissenschaften                                                                             | Jurist |
| Heinrich Rahn                                    | 1601–1662   | Rechtswissenschaften                                                                             | Hochschullehrer, Rektor Univ. Rostock |
| Johann Gottlob Ludwig Ramshorn                   | 1768–1837   | Theologie                                                                                        | Klassischer Philologe und Gymnasiallehrer, erhielt 1824 auch die Ehrendoktorwürde aus Jena |
| Lutz Rathenow                                    | 1952–heute  | Lehrer für Deutsch und Geschichte                                                                | Schriftsteller |
| Johann Christoph Rasche                          | 1733–1805   | Theologie                                                                                        | Theologe, Geistlicher, Numismatiker und Schriftsteller |
| Georg Friedrich Rebmann                          | 1768–1824   | Rechtswissenschaften                                                                             | Publizist |
| Gottfried Christian Reich                        | 1769–1848   | Medizin                                                                                          | Mediziner und Hochschullehrer |
| Johann Elias Reichardt                           | 1668–1731   | Theologie                                                                                        | Pädagoge |
| Christian Ernst von Reichenbach                  | 1644–1699   | Rechtswissenschaft                                                                               | Staatsmann und Hochschullehrer |
| Thomas Reinesius                                 | 1587–1667   | Medizin                                                                                          | Arzt und Philologe |
| Fritz Reuter                                     | 1810–1874   | Rechtswissenschaften 1832/33                                                                     | Burschenschafter, Schriftsteller |
| Heinrich Riemann                                 | 1793–1872   | Theologie                                                                                        | Pfarrer, Burschenschafter |
| Eugen Rochko                                     | 1993–heute  | Informatik von 2012 bis 2016                                                                     | Erfinder und Entwickler von Mastodon |
| Alexander Rost                                   | 1816–1875   | Rechtswissenschaft ab 1836                                                                       | Schriftsteller |
| Edith Rothe                                      | 1897–1989   | Germanistik, Geschichte, Kunstgeschichte                                                         | Bibliothekarin, Autorin und Publizistin |
| Johann Rothmaler                                 | 1601–1650   | Theologie                                                                                        | Generalsuperintendent von Rudolstadt, Ehrendoktor der Universität |
| Caspar Sagittarius                               | 1643–1694   | Philosophie, Theologie                                                                           | Polyhistor, Professor in Jena |
| Caspar Sagittarius                               | 1597–1667   | Philosophie, Theologie                                                                           | Schulrektor in Braunschweig und Lüneburg, Hauptpastor von Lüneburg |
| Johann Christian Daniel Salchow                  | 1782–1829   | Rechtswissenschaft                                                                               | Schriftsteller und Rechtswissenschaftler |
| Christian Gotthilf Salzmann                      | 1744–1811   | Theologie                                                                                        | Theologe und Pädagoge |
| Karl Ludwig Sand                                 | 1795–1820   | Theologie (1817–1819)                                                                            | Urburschenschafter, Attentäter von August von Kotzebue |
| Jakob Schaller                                   | 1604–1676   | Theologie, Philosophie 1629–1631                                                                 | Philosoph und Theologe |
| Heinrich Gottfried Scheidemantel                 | 1739–1788   | Geschichte und Rechtswissenschaften                                                              | deutscher Rechtswissenschaftler und Hochschullehrer |
| Werner Scheler                                   | 1923–2018   | Medizin (1946–1951)                                                                              | Präsident der Akademie der Wissenschaften der DDR |
| Johann Georg Schelhorn                           | 1694–1773   | Theologie                                                                                        | deutscher Theologe, Geistlicher und Kirchenhistoriker |
| Johann Adam Schertzer                            | 1628–1683   | Theologie                                                                                        | lutherischer Theologe und Hochschullehrer |
| Christian Samuel Schier                          | 1791–1824   |                                                                                                  | Dichter |
| Johann Justin Schierschmid                       | 1707–1778   | Recht und Philosophie                                                                            | Hochschullehrer für Recht und Philosophie |
| Solomon Marcus Schiller-Szinessy                 | 1820–1890   | Promotion zum Doktor der Philosophie und Mathematik 1845                                         | ungarisch-britischer Gelehrter und Rabbiner, erster jüdischer Professor an der Universität Cambridge |
| Friedrich Justus August Schlegel                 | 1769–1828   | Medizin, 1792 Promotion                                                                          | deutscher Arzt in Russland |
| Julius Heinrich Gottlieb Schlegel                | 1772–1839   | Studium der Medizin und Chirurgie von 1788 bis 1795, Promotion 1795                              | Mediziner, Verwaltungsbeamter und Fachschriftsteller |
| Johann Ferdinand Schlez                          | 1759–1839   | Studium der Theologie von 1778 bis 1781                                                          | Geistlicher, Pädagoge und Schriftsteller |
| Ludolf Ernst Schlicht                            | 1714–1769   | Theologie bis 1737                                                                               | evangelischer Geistlicher und Kirchenlieddichter |
| Arthur Schopenhauer                              | 1788–1860   | Promotion zum Doktor der Philosophie 1813                                                        | Philosoph und Autor |
| Heinrich Schmid                                  | 1799–1836   | Studium der Philosophie                                                                          | Philosoph |
| Georg Schubart                                   | 1650–1701   | Studium der Theologie, Rechtswissenschaften, Geschichte und Altertümer, Philosophie und Eloquenz | Historiker, Jurist und Philosoph |
| Hugo Schuchardt                                  | 1842–1927   | Philosophie                                                                                      | Romanist |
| Johann Sigismund Schulin                         | 1694–1750   | unbekannt                                                                                        | deutsch-dänischer Diplomat und Außenminister |
| Adolf Moritz Schulze                             | 1808–1881   | Philologie und Theologie                                                                         | Theologe und Pädagoge |
| Nicolaus Schwebel                                | 1713–1773   | Philologe                                                                                        | Philologe, Dichter und Pädagoge |
| Christoph Timotheus Seidel                       | 1703–1758   | Theologie                                                                                        | lutherischer Theologe und Hochschullehrer der Universität Helmstedt |
| Johann Jakob Sorber                              | 1714–1797   | 1732–1740 Rechtswissenschaft                                                                     | Hochschullehrer |
| Charles Sorley                                   | 1895–1915   | 1914                                                                                             | britischer Dichter des Ersten Weltkriegs |
| Christian Steffani                               | 1780–1846   | Theologie, –1801                                                                                 | Geistlicher, Theologe und Lehrer |
| Karl vom Stein zum Altenstein                    | 1770–1840   | Jura                                                                                             | preußischer Politiker, schuf als erster preußischer Kultusminister die Grundlage des Deutschen Schulwesens |
| Ingo Steinwart                                   | 1970–heute  | Graduiertenkolleg und Promotion zum Doktor der Naturwissenschaften                               | Mathematiker und heutiger Lehrstuhlinhaber an der Universität Stuttgart |
| Johann Melchior Stenger                          | 1638–1710   | Theologie 1654–1657, 1662                                                                        | Theologe |
| Manfred Stolpe                                   | 1936–2019   | Rechtswissenschaft (1955–1959)                                                                   | Politiker (SPD), Ministerpräsident Brandenburgs (1990–2002), Bundesminister für Verkehr, Bau- und Wohnungswesen (2002–2005) |
| August Thieme                                    | 1780–1860   | Theologie                                                                                        | Pfarrer, Lehrer, Dichter |
| Ferdinand Tönnies                                | 1855–1936   | Philologie und Geschichte (1872–1977, teilweise in Jena)                                         | Soziologe, Nationalökonom, Philosoph, Begründer der deutschen Soziologie |
| Kurt Tucholsky                                   | 1890–1935   | Promotion zum Dr. iur. 1915                                                                      | Journalist, Schriftsteller und Publizist |
| Kurt Tucholsky                                   | 1890–1935   | Promotion zum Dr. iur. 1915                                                                      | Journalist, Schriftsteller und Publizist |
| Michael Virdung                                  | gen. 1597   | Rhetorik                                                                                         | Dichter und Schriftsteller |
| Sahra Wagenknecht                                | 1969–heute  | Philosophie und Germanistische Literaturwissenschaften                                           | Politikerin (ehem. Die Linke) |
| Adolph Dietrich Weber                            | 1753–1817   | Rechtswissenschaft 1770 bis 1773                                                                 | Rechtswissenschaftler und Hochschullehrer |
| Immanuel Weber                                   | 1659–1726   | Rechtswissenschaft 1682                                                                          | Historiker, Rechtswissenschaftler und Hochschullehrer |
| Johann Christoph Weingärtner                     | 1771–1833   | Theologie von 1789 bis 1791                                                                      | Mathematiker, Geistlicher und Theologe |
| Johann Weinmann                                  | 1599–1672   | Theologie von 1618 bis 1620                                                                      | lutherischer Theologe |
| Heinrich Weipert                                 | 1856–1905   | Promotion Dr. jur. 1884                                                                          | Jurist, Hochschullehrer an der Universität Tokyo, Berater der japanischen Regierung, Konsul in Korea |
| Friedrich Weise                                  | 1649–1735   | Philosophie und Theologie 1670 bis 1673                                                          | Geistlicher, Theologe und Hochschullehrer |
| Emil Welti                                       | 1825–1899   | Rechtswissenschaften 1844–1847                                                                   | Schweizer Politiker, Mitglied des Bundesrates und mehrmaliger Bundespräsident |
| Johann Ernst Wenigk                              | 1702–1745   | ab 1718 Theologie und Philosophie                                                                | Geistlicher, Theologe und Kirchenlieddichter |
| Christian Rudolph Wilhelm Wiedemann              | 1770–1840   | an der medizinischen Fakultät 1790–1792                                                          | Naturwissenschaftler und Insektenforscher |
| Friedrich Adolf Willers                          | 1883–1959   | Mathematik und Physik 1903/04                                                                    | angewandter Mathematiker |
| Johann Joachim Winckelmann                       | 1717–1768   | Studium der Höheren Mathematik und Medizin bei Georg Erhard Hamberger 1741/42                    | Begründer der Klassischen Archäologie |
| Jost Winteler                                    | 1846–1929   | Studium der Germanistik u. a. bei Eduard Sievers 1870/75                                         | Verfasser einer bahnbrechenden Dissertation über das Lautsystem eines schweizerdeutschen Dialekts und später Hausvater Albert Einsteins |
| Friedrich Ludwig von Witzleben                   | 1755–1830   | Studium an der juristischen Fakultät und Promotion zum Doktor der Rechtswissenschaften 1774–1778 | Generaldirektor der Forste in Hessen, Verfasser forstlicher Fachliteratur und Gründer der Forstlehranstalt zu Waldau |
| Christa Wolf                                     | 1929–2011   | Germanistik (1949–1953, teils in Jena, teils in Leipzig)                                         | vielfach ausgezeichnete, wegen ihrer DDR-Biografie umstrittene Schriftstellerin |
| Christian Wolff                                  | 1679–1754   | Theologie, Mathematik und Physik (1699–1702)                                                     | Universalgelehrter |
| Otto Wolters                                     | 1796–1874   | Theologie von 1817 bis 1819                                                                      | Hauptpastor der Katharinenkirche in Hamburg |
| Friedrich Adolf von Zwanziger                    | 1745–1800   | Rechtswissenschaften                                                                             | Diplomat und Politiker |

## Mitarbeiter
| Name                                    | Lebensdaten  | Mitarbeiter in Jena | Einordnung und Errungenschaften |
| --------------------------------------- | ------------ | --- | --- |
| Ernst Abbe                              | 1840–1905    | Professor für Theoretische Physik (1870–1891), anschließend Direktor der Universitäts-Sternwarte Jena | Astronom, Physiker, Optiker, Unternehmer und Sozialreformer, Mitbegründer der modernen Optik, entwickelte viele optische Instrumente, verhalf Carl Zeiss zu Weltruhm                                                                                                |
| Walter Ameling                          | 1958–heute   | - Professor für Alte Geschichte (1996–2009) - Dekan der Philosophischen Fakultät (2003–2005) | Althistoriker |
| Felix Auerbach                          | 1856–1933    | Professor für Theoretische Physik (1889–1933) | Physiker |
| Bruno Bauch                             | 1877–1942    | Professor für Philosophie (1911), Rektor der Universität (1922) | Philosoph |
| Walther Bauersfeld                      | 1879–1959    | außerordentlicher Professor für Sondergebiete der Physik (1927–1945) | Ingenieur und Physiker |
| Kaspar Achatius Beck                    | 1685–1733    | - außerordentlicher Professor für Recht (1718–1730, ordentliche Professur ab 1726) - Professor der Pandekten (1730–1733) | Jurist, Hofrat der ernestineschen sächsischen Häuser |
| Max Bense                               | 1910–1990    | - Kurator 1945 - außerordentlicher Professor für philosophische und wissenschaftliche Propädeutik (1946–1948) | Philosoph, Semiotiker |
| Hans Berger                             | 1873–1941    | - Professor und Leiter der Psychiatrischen Universitätsklinik (1919–1938) - Rektor der Universität (1927/28) | Psychiater, Neurologe, Entwickler der Elektroenzephalographie (EEG) |
| Heinrich Besseler                       | 1900–1969    | Ordinarius für Musikwissenschaft (1949–1956) | Musikwissenschaftler |
| Otto Binswanger                         | 1852–1929    | - a. o. Professor der Psychiatrischen Universitätsklinik (1882–1891) - Leiter der Psychiatrischen Universitätsklinik (1891–1919) - Prorektor der Universität (1911) | Psychiater, Neurologe, behandelte u. a. Friedrich Nietzsche |
| Reinhard Blickhan                       | 1951–heute   | Professor für Bewegungswissenschaft | Biologe, Träger des Walter-Arndt-Preises (1993) |
| Max Hildebert Boehm                     | 1891–1968    | Professor für Volkstheorie und Volkstumssoziologie (1933–1945) | Nationalsozialistischer Vertreter der „völkischen“ Soziologie |
| Felix Boesler                           | 1901–1976    | Professor für Volkswirtschaft und Finanzwissenschaft (1939–1945) | Nationalsozialistischer Experte für die Verbindung von Bevölkerungs- und Finanzpolitik, beriet ab 1940 Heinrich Himmler zum Generalplan Ost |
| Michael Brenner                         | 1960–heute   | Professor für Deutsches und Europäisches Verfassungs- und Verwaltungsrecht (seit 1995) | Rechtswissenschaftler |
| Karl Wilhelm Friedrich von Breyer       | 1771–1818    | ab 1800 Privatdozent, 1803 a. o. Professor | Historiker und Hochschullehrer |
| Johann Salomon Brunnquell               | 1693–1735    | Professor für Jura (1728–1735) | Rechtshistoriker |
| Heinrich Gustav Brzoska                 | 1807–1839    | ab 1832 Privatdozent, ab 1835 a. o. Professor | Pädagoge |
| Alexander Cartellieri                   | 1867–1955    | - Professor für allgemeine Geschichte und Historische Hilfswissenschaften (1902–1935) - Prorektor (1914) | Historiker |
| Siegfried Jost Casper                   | 1929–2021    | Leiter des Botanischen Gartens Jena (1992–?) | Biologe |
| Eduard Chambon                          | 1822–1857    | Privatdozent, später Professor des Privatrechts | Rechtswissenschaftler |
| Uwe Claussen                            | 1945–2008    | Professor für Humangenetik (1993–2008) | Mediziner |
| Corinna Dahlgrün                        | 1957–heute   | Professorin für Praktische Theologie (seit 2005) | evangelische Theologin |
| Klaus Dicke                             | 1953–heute   | - Professor (1995–2017) - Rektor (2004–2014) | Politikwissenschaftler |
| Berthold Delbrück                       | 1842–1922    | - Professor für vergleichende Sprachwissenschaft und Sanskrit (1870–1913) - Rektor (1908–1909) | Sprachwissenschaftler |
| Johann Wolfgang Döbereiner              | 1780–1849    | außerordentlicher Professor für Chemie, Pharmazie und Technologie (1810–1849) | Chemiker, Vordenker für die Entstehung des Periodensystems |
| Gustav Döderlein                        | 1893–1980    | Professor für Gynäkologie (1946–1959) | Präsident der Deutschen Gesellschaft für Gynäkologie und Geburtshilfe |
| Klaus Dörre                             | 1957–heute   | derzeitiger Professor für Arbeits- und Wirtschaftssoziologie | Soziologe |
| Johann Gustav Droysen                   | 1808–1884    | Professor für Geschichte (1851–1859) | Historiker |
| Gustav Eichhorn                         | 1862–1929    | - Professor für Ur- und Frühgeschichte (1927–1929) - Leiter des Germanischen Museums (1918–1929) | Prähistoriker, Begründer der staatlichen Bodendenkmalpflege in Thüringen |
| Johann Gottfried Eichhorn               | 1752–1827    | Professor der orientalischen Sprachen (1755–1788) | Orientalist |
| Abraham Esau                            | 1884–1955    | - Professor für Physik (1928–1945) - Rektor (1932–1935, 1937–1939) | Physiker, Mitglied im Uranprojekt zur Erforschung der Kernspaltung |
| Johann Georg Estor                      | 1699–1773    | Lehrtätigkeit 1735–1742 | Jurist |
| Ludwig Ettmüller                        | 1802–1877    | Privatdozent von 1830 bis 1833 | Philologe |
| Rudolf Eucken                           | 1846–1926    | Professor für Philosophie (1874–1920) | Philosoph und Träger des Nobelpreises für Literatur 1908 |
| Heinz Fähnrich                          | 1941–heute   | ehemaliger Professor für Kaukasiologie | Kaukasiologe, Träger des Georgischen Ehrenordens |
| Alfred Fahr                             | 1949–heute   | Lehrstuhlinhaber für Pharmazeutische Technologie (2000–2015) | Pharmazeut |
| Paul Johann Anselm Ritter von Feuerbach | 1775–1833    | - Privatdozent (seit 1798) - außerordentlicher Professor der Rechte (1801) - Professor für Lehnrecht (1801) | Jurist, Begründer der modernen deutschen Strafrechtslehre |
| Johann Gottlieb Fichte                  | 1762–1814    | Professor für Philosophie (1794–1799) | Philosoph, Vertreter des deutschen Idealismus |
| Karl Follen                             | 1796–1840    | Dozent für Komparatistik (1819) | Gelehrter, Schriftsteller und radikaler Demokrat des Vormärz |
| Norbert Frei                            | 1955–heute   | Professor für Neuere und Neueste Geschichte (seit 2005) | Historiker |
| Friedrich Ludwig Gottlob Frege          | 1848–1925    | - außerordentlicher Professor (1878–1896) - ordentlicher Professor (1896–1917) | Logiker, Philosoph, Mathematiker |
| Jakob Friedrich Fries                   | 1773–1843    | - Professor für Philosophie (1816–1819, 1838–1843) - Professor für Mathematik und Physik (1824–1838) | Philosoph, Physiker und Mathematiker, Redner auf dem Wartburgfest |
| Wolfgang Frindte                        | 1951–heute   | Professor für Kommunikationspsychologie (1997–2017) | Kommunikationswissenschaftler, Mitgründung des Instituts für Kommunikationswissenschaft an der Friedrich-Schiller-Universität Jena |
| Peter Gallmann                          | 1952–heute   | Professor für Deutsche Sprache der Gegenwart (2001–2017) | Sprachwissenschaftler, Mitglied im Rat für deutsche Rechtschreibung |
| Carl Gegenbaur                          | 1826–1903    | - Außerordentlicher Professor der Zoologie und vergleichenden Anatomie (1855–1858) - Professor für vergleichende Anatomie (1858–1873) | Anatom |
| Christian August Gottlieb Göde          | 1774–1812    | Professor der Rechte und Philosophie | Rechtswissenschaftler |
| Harald Graef                            | 1942–heute   | Lehrbeauftragter für Baurecht nach 1990 | Präsident des Thüringer Verfassungsgerichtshof (2005–2010) |
| Karl-Heinz Gramowski                    | 1928–2008    | Professor für HNO-Medizin | Direktor des HNO-Klinikums (1976–1993) |
| Johann Jakob Griesbach                  | 1745–1812    | Professor für Theologie (1775–1812) | Theologe |
| Karl Griewank                           | 1900–1953    | Professor für Geschichte (1947–1953) | Historiker |
| Rolf Gröschner                          | 1947–heute   | Professor für Öffentliches Recht und Rechtsphilosophie (1993–2013) | Rechtswissenschaftler, Rechtsphilosoph |
| Walter Grundmann                        | 1906–1976    | Professor für Neues Testament und Völkische Theologie (1936–1945) | Nationalsozialistischer Theologe, aktives Mitglied der Deutschen Christen |
| Erich Gutenberg                         | 1897–1984    | Professor für BWL (1941–1947) | Wirtschaftswissenschaftler, Begründer der modernen deutschen Betriebswirtschaftslehre (BWL) |
| Karl Julius Guyet                       | 1802–1861    | Professor der Rechte (1836–1861) | Zivilrechtler, Rektor der Universität, Geheimer Justizrat |
| Ernst Haeckel                           | 1834–1919    | Professor für Zoologie (1865–1909) | Zoologe und Philosoph |
| Karl von Hase                           | 1800–1890    | - Professor der Theologie (1830–1883) - Rektor | Theologe |
| Lorenz Andreas Hamberger                | 1690–1718    | Privatdozent für Völker- und Naturrecht 1712–1716 | Rechtswissenschaftler |
| Josef Hämel                             | 1894–1969    | - Professor für Dermatologie (1935–1945, 1947–1958) - Direktor der Universitätshautklinik (1935–1945) - Dekan der Medizinischen Fakultät (1939–1944) - Prodekan der Medizinischen Fakultät (1950–1958) - Rektor (1951–1958)                                                                          | Dermatologe |
| Erich Häßler                            | 1899–2005    | Leiter der Universitätskinderklinik (1953–1965) | Kindermediziner |
| W. Haupt                                |              | Direktor der Universitäts-Frauenklinik (1933–1944) | Gynäkologe, Vorgänger von Gustav Döderlein |
| Gerhard Heberer                         | 1901–1973    | Professor für Allgemeine Biologie und Anthropogenie (1938–1945) | Nationalsozialistischer „Rassenforscher“, Mitglied der SS-Forschungsgemeinschaft Deutsches Ahnenerbe |
| Georg Wilhelm Friedrich Hegel           | 1770–1831    | - Dozent für Philosophie (1801–1805) - außerordentlicher Professor für Philosophie (1805–1807) | Philosoph, wichtiger Vertreter des Deutschen Idealismus |
| Max Henkel                              | 1870–1941    | - Leiter der Universitätsfrauenklinik (1910–1935) - Rektor (1923/24) | Professor für Gynäkologie und Geburtshilfe |
| Georg Heinrich Henrici                  | 1770–1851    | Privatdozent der Philosophie | Philosoph und Geistlicher |
| Klaus-Peter Hertzsch                    | 1930–2015    | Professor für praktische Theologie | |
| Karl Gustav Himly                       | 1772–1837    | Professor für Innere Medizin (1801–1803) | Chirurg und Augenarzt |
| Johann Friedrich Hirt                   | 1719–1783    | - außerordentlicher Professor für Philosophie (1758–1769) - Professor für Theologie (1769–1775) | Theologe und Orientalist |
| Hans Hoffmann                           | 1896–1947    | außerordentlicher Professor der Zoologie (1929–1945) | Experte für Mollusken und Mitarbeiter im Phyletischen Museum |
| Johann Hoffmann                         | 1644–1718    | Privatdozent (1673–1676) | evangelischer Kirchenliederdichter und Pädagoge |
| Johann Andreas Hofmann                  | 1716–1795    | Dozent 1743–1754 | Rechtswissenschaftler und Hochschullehrer |
| Peter M. Huber                          | 1959–heute   | Professor für Staats- und Verwaltungsrecht, Europarecht, Öffentliches Wirtschafts- und Umweltrecht (1992–2001) | Jurist |
| Christoph Wilhelm Hufeland              | 1762–1836    | Honorarprofessor (1793–1801) | Mediziner, Gründer des ersten Leichenschauhauses und der ersten Poliklinik, Direktor der Charité in Berlin |
| Friedrich Hufeland                      | 1774–1839    | Privatdozent (1811), Professor (1812) der Medizin | Mediziner, Stadt- und Hofphysikus in Weimar |
| Friedrich Hund                          | 1896–1997    | Professor für Theoretische Physik (1946–1951), Rektor (1948) | Physiker, stellte die Hundsche Regel auf, entdeckte den Tunneleffekt |
| Jussuf Ibrahim                          | 1877–1953    | Professor für Kinderheilkunde (1917–1953) | Mediziner |
| Johann Adolph Jacobi                    | 1769–1847    | außerordentlicher Professor der Philosophie (ab 1798) | evangelischer Theologe |
| Jürgen Kiefer                           | 1954–2018    | ab 1994 Leiter des Instituts für Geschichte der Medizin | Wissenschaftshistoriker, Privatdozent, Generalsekretär der Akademie gemeinnütziger Wissenschaften zu Erfurt |
| Berthold Kihn                           | 1895–1964    | Professor für Nervenheilkunde (1938–1945) | Mediziner |
| Georg Klaus                             | 1912–1974    | Professor für Dialektischen und Historischen Materialismus (1950–1953) | Philosoph |
| Friedrich August Klein                  | 1793–1823    | außerordentlicher Professor der Theologie | Theologe und Geistlicher |
| Matthias Knauff                         | 1978–heute   | Professor für Öffentliches Recht | Rechtswissenschaftler, Hochschullehrer und Richter |
| Hans Knöll                              | 1913–1978    | Professor für Bakteriologie (1950–1976) | Bakteriologe, realisierte 1942 die erste großtechnische Penicillin-Produktion in Europa |
| Ludwig Knorr                            | 1859–1921    | Professor für Chemie (1889–1921) | Legte Grundlagen für die deutschen Pharmaindustrie |
| Johann Christoph Koch                   | 1732–1808    | Privatdozent des Rechts (1756–1759) | Hochschullehrer, Geheimrat und Universitätskanzler |
| Paul Koebe                              | 1882–1945    | Professor für Mathematik | Mathematiker |
| Christian Heinrich Gottlieb Köchy       | 1769–1828    | Privatdozent des Rechts (1800–1803) | Rechtswissenschaftler |
| Richard Kolb                            | 1891–1945    | Professor für Wehrgeschichte und Wehrphilosophie (1938) | Nationalsozialistischer Rundfunkintendant und SS-Hauptsturmführer |
| Klaus Kübel                             | 1941–2008    | Kanzler (1990–2007) | Jurist, Ehrendoktorwürde für Verdienste um die FSU |
| Hermann Kuhnt                           | 1850–1925    | Professor für Augenheilkunde (1891–1892) | Mediziner |
| Bernhard Kummer                         | 1897–1962    | Professor für nordische Sprache und Kultur und germanische Religionsgeschichte (1942–1945) | Nationalsozialistischer Germanist und Spezialist für altnordische Sprachen |
| Johann Michael Lang                     | 1664–1731    | Adjunkt an der Philosophischen Fakultät (hielt theol. und phil. Vorlesungen) | Theologe, Geistlicher und Hochschullehrer |
| Falko Langenhorst                       | 1964–heute   | Professor für Allgemeine und Angewandte Mineralogie (2004–2008) Professor für Analytische Mineralogie (2011–heute) | Mineraloge, Träger des Gottfried-Wilhelm-Leibniz-Preises |
| Henning Laux                            | 1979–heute   | Wissenschaftlicher Mitarbeiter am Lehrstuhl für Allgemeine und Theoretische Soziologie 2006 bis 2012 | Soziologe und Hochschullehrer |
| Johann von Leers                        | 1902–1965    | Professor für Geschichte (1940–1945) | Antisemitischer und nationalsozialistischer Propagandist |
| Olaf Leiße                              | 1966–heute   | Professor für Europäische Studien (Vertretung ab 2007, apl. Prof ab 2014) | Politikwissenschaftler |
| Oliver Lembcke                          | 1969–heute   | Wissenschaftlicher Mitarbeiter am Lehrstuhl für Politische Theorie und am Lehrstuhl für Öffentliches Recht und Rechtsphilosophie, später Vertretungsprofessor | Politikwissenschaftler |
| Otto Liebmann                           | 1840–1912    | Professor für Philosophie 1882 | Philosoph |
| Jan Lieder                              | 1979–heute   | Wissenschaftlicher Mitarbeiter von 2003 bis 2013 | Rechtswissenschaftler und Richter |
| Heinrich Linck                          | 1642–1696    | Privatdozent von 1668 bis 1674 | Rechtswissenschaftler und Hochschullehrer |
| Karl-Heinz Lotze                        | 1951–heute   | - Wissenschaftlicher Mitarbeiter für theoretische Physik - Leiter der Arbeitsgruppe für Physik- und Astronomiedidaktik (1996–2016) - Außerplanmäßiger Professor für Physik, Astronomie und ihre Didaktik (2000–2016) - Seniorprofessor für innovative Ausbildungskonzepte im Fach Physik (2016–2022) | Physiker und Physikdidaktiker |
| Fritz Löwe                              | 1874–1955    | Lehrbeauftragter für Physik, 1954 zum Professor ernannt | Physiker und Spezialist für Optik bei Carl Zeiss in Jena |
| Heinrich Luden                          | 1778–1847    | Professor für Geschichte (1806–1847) | Historiker, Urburschenschafter |
| Johann Jakob Lungershausen              | 1665–1729    | Adjunkt ab 1693, von 1701 bis 1716 Professor | Theologe |
| Georg Machnik                           | 1935–heute   | - Professor für Pathologie - Rektor (1993–2000) | Hepato-Gastroenterologe |
| Johann Christian von Majer              | 1741–1821    | a. o. Professor der Philosophie ab 1772 | Rechtswissenschaftler und Hochschullehrer |
| Klaus Manger                            | 1944–heute   | Professor für Germanistik | Hochschullehrer |
| Johann Gottlob Marezoll                 | 1761–1828    | Honorarprofessor der Theologie | Prediger |
| Theodor Marezoll                        | 1794–1873    | Privatdozent 1817/18 | Rechtswissenschaftler und Hochschullehrer |
| Franz Heinrich Martens                  | 1778–1805    | a. o. Professor der Medizin 1804, 1805 o. Professor | Mediziner und Hochschullehrer |
| Erich Maschke                           | 1900–1982    | Professor | Historiker |
| Klaus Matthes                           | 1931–1998    | Professor 1964–1968, Dekan 1966 | Direktor am Zentralinstitut für Mathematik der Akademie der Wissenschaften der DDR, späteres Weierstraß-Institut für Angewandte Analysis und Stochastik |
| Friedrich Karl Meier                    | 1808–1841    | 1832 Privatdozent, 1835/1836 a.o. Professor | evangelischer Theologe und Hochschullehrer |
| Heinz Mettke                            | 1924–2007    | Professor | Germanist |
| Wolf Meyer-Erlach                       | 1891–1982    | - Professor für Praktische Theologie (1933–1945) - Dekan der Fakultät (ab 1934) - Rektor der Universität (1935–1937) | Nationalsozialistischer Theologe |
| Karl-Ulrich Meyn                        | 1939–heute   | - Professor (1991–2004) - Prorektor (1993–1997) - Rektor (2000–2004) | Jurist, stellvertretender Richter am Thüringer Verfassungsgerichtshof (1995–?) |
| Wilfried Möbius                         | 1914–1996    | - Leiter der Universitätsfrauenklinik (1959–1980) - Dekan der Medizinischen Fakultät (1968–1974) | Professor für Gynäkologie und Geburtshilfe |
| Joachim Müller                          | 1906–1986    | - Direktor des Germanischen Instituts (1953–1968) - Professor für Deutsche Literatur (1969–1971) | Literaturwissenschaftler |
| Friedrich Theodosius Müller             | 1716–1766    | Professor der Theologie (1761–1766) | lutherischer Theologe und Geistlicher |
| Johann Stephan Müller                   | 1730–1768    | Professor (1759–1763) | lutherischer Theologe und Geistlicher |
| Georg Mylius                            | 1548–1607    | Professor der Theologie (1569–1603) | Theologe |
| Lutz Niethammer                         | 1939–2025    | Professor für Neuere und Neueste Geschichte (1993–2005) | Historiker |
| Carl Nipperdey                          | 1821–1875    | - ab 1855 Mitglied des Senats - Dekan der Philosophischen Fakultät (1857, 1861) - Prorektor der Universität (1857/58) - Professor für klassische Philologie (1852–1975) - Professor der Beredsamkeit (1867–1875)                                                                                     | Klassischer Philologe |
| Christoph Ohler                         | 1967–heute   | Professor des Rechts | Rechtswissenschaftler und Verfassungsrichter |
| Lorenz Oken                             | 1779–1851    | - außerordentlicher Professor für Medizin (1807–1812) - Honorarprofessor für Naturwissenschaften (1812–1819) | Mediziner und Naturforscher |
| Anton Jacob Paulssen                    | 1792–1835    | Privatdozent für Archäologie, Mythologie und Symbolik | klassischer Philologe |
| Harry Paul                              | 1931–heute   | wissenschaftlicher Assistent (1955–1958) | Physiker |
| Heinz Penzlin                           | 1932–heute   | Professor der Allgemeinen Zoologie und Tierphysiologie (1974–1997) | Biologe |
| Peter Petersen                          | 1884–1952    | Erziehungswissenschaft (1923–1950) | Reformpädagoge, Begründer der Jena-Plan Schulen |
| Erich Preiser                           | 1900–1967    | Professor für Wirtschaftswissenschaften (1939–1946) | Ökonom |
| William Thierry Preyer                  | 1841–1897    | Professor für Physiologie | Physiologe |
| Bernhard Pünjer                         | 1850–1885    | Professor für Systematische und Historische Theologie | Theologe |
| Gerhard von Rad                         | 1901–1971    | Professor für Theologie (1934–1945) | Theologe |
| Alfred Recknagel                        | 1910–1994    | 1929 Student, 1947–1948 Dozent | Physiker |
| Johann Elias Reichardt                  | 1668–1731    | Dozent für Theologie | Pädagoge in Gotha |
| Christian Ernst von Reichenbach         | 1644–1699    | Dozent der Rechte | Staatsmann |
| Klaus Richter                           | 1936–2001    | Honorar-Professor für Tier-Physiologie | Biologe |
| Wilhelm Röpke                           | 1899–1966    | Professor für Nationalökonomie (1924 ff.) | Nationalökonom |
| Werner Rolfinck                         | 1599–1673    | - Professor für Chirurgie, Anatomie und Botanik (1629–1641) - Professor für Iatrochemie (1641–1673) | Anatom; verwarf die Auffassung, dass man alle Metalle in Gold verwandeln könne |
| Hartmut Rosa                            | 1965–heute   | derzeitiger Professor für soziologische Theorie | Soziologe und Politikwissenschaftler, bekannt für seine Entschleunigungstheorie |
| Caroline Rosenthal                      | 1969–heute   | Professorin für Amerikanistische Literatur- und Kulturwissenschaft (seit 2009) | Germanistin, Amerikanistin, Herausgeberin der Zeitschrift für Kanada Studien |
| Walter Rosenthal                        | 1954–heute   | - Professor (2014–2023) - Präsident (2014–2023) | Mediziner |
| Michael Joseph Rossbach                 | 1842–1894    | Professor der Medizin | Direktor des Universitätsklinikums |
| Friedrich Rückert                       | 1788–1866    | Privatdozent (1810–1812) | Philologe, Übersetzer, Dichter |
| Falk Ruttke                             | 1894–1955    | Professor für „Rasse und Recht“ (1940–1945) | Jurist, Vertreter der „nationalsozialistischen Rassenhygiene“ |
| Johann Christian Daniel Salchow         | 1782–1829    | Privatdozent der Rechte | Rechtswissenschaftler und Schriftsteller |
| Caspar Sagittarius                      | 1643–1694    | Professor für Geschichte (1674–1694) | Historiker und Philologe |
| Heinrich Gottfried Scheidemantel        | 1739–1788    | Professor für Lehnrecht von 1769 bis 1784 | Staatsrechtler |
| Max Scheler                             | 1874–1928    | Privatdozent für Philosophie (1900–1905) | Philosoph |
| Friedrich Wilhelm Schelling             | 1775–1854    | Professor für Philosophie (1798–1803) | Philosoph, Hauptvertreter des deutschen Idealismus |
| Johann Justin Schierschmid              | 1707–1778    | a. o. Professor der Philosophie | Rechtswissenschaftler und Philosoph |
| Friedrich Schiller                      | 1759–1805    | Professor der Philosophie (als Historiker) (1789–1799) | Historiker und Schriftsteller, der bedeutendste deutsche Dramatiker |
| Gregor Schirmer                         | 1932–2023    | - 1961 Dozent für Völkerrecht und Prorektor - 1965 Habilitation (Völkerrecht) | Völkerrechtler, SED-Funktionär, nach der Wende aktiv in PDS, Die Linke und dem Marxistischen Forum |
| August Wilhelm Schlegel                 | 1767–1845    | außerordentlicher Professor für Philologie (1798–1801) | Literaturhistoriker, Übersetzer, Schriftsteller, Indologe, Philosoph, Mitbegründer der deutschen Romantik |
| Friedrich Schlegel                      | 1772–1829    | Privatdozent (1800/01) | Mitbegründer der deutschen Romantik |
| Werner Schlegel (Agrarwissenschaftler)  | 1929–1989    | Professor für Tierzucht | Entwickelte Methoden der Schweinezucht insbesondere der Cornwallherdbuchzucht |
| August Schleicher                       | 1821–1868    | Professor für Philosophie (1851–1868) | Sprachwissenschaftler |
| Matthias Jakob Schleiden                | 1804–1881    | - außerordentlicher Professor (1839–1850) - Professor für Botanik (1850–1863) - Leiter des Botanischen Gartens (1850–1863) | Botaniker, Mitbegründer der Zelltheorie |
| Johann Schmidt                          | 1639–1689    | Privatdozent der Theologie und Philosophie | Theologe und Gastwirt |
| Wilhelm Adolf Schmidt                   | 1812–1887    | Professor für Geschichte (1860–1887) | Historiker, Mitglied des Reichstags 1874–1876 |
| Ernst Schmutzer                         | 1930–2022    | Rektor der Universität (1990–1993) | theoretischer Physiker |
| Erwin Schrödinger                       | 1887–1961    | a. o. Professor ohne Lehrstelle (1920) | österreichischer Physiker, Wissenschaftstheoretiker, Mitbegründer der Quantenphysik, Träger des Nobelpreises für Physik |
| Georg Schubart                          | 1650–1701    | Professor der praktischen Philosophie, sowie für Poesie und Eloquenz | Jurist, Philosoph, Rhetoriker sowie Historiker |
| Georg Schuppener                        | 1968–heute   | Lehrbeauftragter (1999–2000) | Sprachwissenschaftler |
| Bernhard Sigmund Schultze               | 1827–1919    | Professor für Gynäkologie und Geburtshilfe (1858–1903), Rektor (Wintersemester 1864/65) | Reformator der Geburtshilfe und Begründer der modernen Gynäkologie |
| Eduard Sievers                          | 1850–1932    | - Professor für germanische und romanische Philologie (1871–1881) - Professor für Deutsche Philologie (1881–1883) - Prorektor (1881/82) | Germanist |
| László Sólyom                           | 1942–2023    | Jura (1966–1969) | Jurist, Bibliothekar, Politiker, Staatspräsident von Ungarn (2005–2010) |
| Johann Jakob Sorber                     | 1714–1797    | 1740–1754 | Dozent für Rechtswissenschaft |
| Otto Stamfort                           | 1901–1981    | 1951 Dozent, 1959–1967 Professor für die Methodik des Mathematikunterrichts, Prorektor für Studienangelegenheiten bis 1961 | Mathematiker |
| Günter Steiger                          | 1925–1987    | Universitätskustos | Historiker |
| Ingo Steinwart                          | 1970–heute   | Wissenschaftlicher Mitarbeiter (2000–2003) | Mathematiker und heutiger Lehrstuhlinhaber an der Universität Stuttgart |
| Johann Gustav Stickel                   | 1805–1896    | - Professor für Theologie (1830–1839) - Professor für Morgenländische Literatur (1839–1896) | Theologe, Orientalist, Numismatiker |
| Johannes Stigel                         | 1515–1562    | Professor für Philosophie (1558–1562) | Poet und Rhetoriker, der erste Dekan der philosophischen Fakultät |
| Karl Volkmar Stoy                       | 1815–1885    | Professor für Pädagogik (1845–1865) | Pädagoge, bedeutendster Vertreter des Herbartianismus |
| Rudolf Straubel                         | 1864–1943    | Professor für Physik (1897–1943) | Physiker |
| Bernhard Strauß                         | 1956–heute   | Professor für Medizinische Psychologie und Psychosoziale Medizin (seit 1996) | Psychologe, Psychotherapeut, Psychoanalytiker |
| Peter Suchsland                         | 1935–2025    | Professor für Deutsche Sprache der Gegenwart (1979–2000) | germanistischer Linguist, Grammatikforscher |
| Helmut Thiele                           | 1926–2003    | Professor für Mathematik (1964–1968) | Mathematischer Logiker und Theoretischer Informatiker |
| Carl Johannes Thomae                    | 1840–1921    | Professor für Philosophie (1879–1914) | Mathematiker |
| Udo Tworuschka                          | 1949–heute   | - Professor für Religionswissenschaft (1993–2011) - Prodekan der Theologischen Fakultät (1995–1997) - Dekan der Theologischen Fakultät (2000–2002) | evangelischer Theologe, Religionswissenschaftler |
| Georg Uschmann                          | 1913–1986    | Direktor des Ernst-Haeckel-Hauses (1959–1979) | Wissenschaftshistoriker (Naturwissenschaften, Medizin), Begründung des Lehrstuhls für Geschichte der Naturwissenschaften (1965) in Jena, Namensgeber des Georg-Uschmann-Preises für wissenschaftshistorisch hervorragende Einzelleistung an jüngere Wissenschaftler |
| Mathilde Vaerting                       | 1884–1977    | Professorin für Pädagogik (1923–1933) | Erste ordentliche Universitätsprofessorin in Deutschland |
| Albert Voit                             | 1562–1606    | Professor für Poetik (?–1857) | Literaturwissenschaftler |
| Karl Vollers                            | 1857–1909    | Professor für Orientalische Sprachen (1896–1909) | Orientalist |
| Peter Walgenbach                        | 1962–heute   | Professor für Allgemeine Betriebswirtschaftslehre/Organisation, Führung und Human Resource Management (seit 2008) | Betriebswirtschaftler |
| Paul Weber                              | 1868–1930    | 1896 Privatdozent, 1901 Professor für Kunstgeschichte | Kunsthistoriker, Gründer des Jenaer Stadtmuseums |
| Erhard Weigel                           | 1625–1699    | Professor der Mathematik (1653–1699) | Mathematiker, Erbauer des Weigelschen Hauses |
| Friedrich Weise                         | 1649–1735    | Professor der Theologie 1780 bis 1782 | Geistlicher, Theologe und Hochschullehrer |
| Lukas Weischner                         | 1550/55–1609 | Bibliothekar der Universitätsbibliothek und Universitätsbuchbinder (1588/89–1609) | |
| Matthias Wesenbeck                      | 1531–1586    | Professor für Jura und Philosophie (1558–1569) | Jurist |
| Petrus Wesenbeck                        | 1546–1603    | Professor für Jura (1570–1587) | Jurist |
| Friedrich Widebrand                     | 1532–1585    | Professor für Lateinische Sprache und Logik (1563–1569) | Theologe |
| Max Wien                                | 1866–1938    | Direktor des Physikalischen Instituts | Physiker (Optik) |
| Anarg Friedrich von Wildenfels          | 1555–1602    | Rektor | |
| Ron Winkler                             | 1973–heute   | Sprach-Literaturwissenschaft | Lyriker |
| Oskar Ludwig Bernhard Wolff             | 1799–1851    | Professor | Literaturwissenschaftler |
| Friedrich Zucker                        | 1881–1973    | Rektor (1928/29 und 1945–1948) | Klassischer Philologe und Papyrologe |